# Steve Olfers
Steve Olfers (Haarlem, Países Bajos, 25 de febrero de 1982) es un futbolista neerlandés. Juega de defensa y su equipo actual es el FK Qäbälä de la Liga Premier de Azerbaiyán.

## Biografía
Steve Olfers, que actúa de defensa o de centrocampista, empezó su carrera futbolística en las categorías inferiores del Feyenoord hasta que, en la temporada 1999-00, debuta con la primera plantilla del club. Fue el 26 de febrero de 2000 en el partido Feyenoord 3-0 MVV Maastricht, en el que Olfers saltó al campo en el minuto 87 sustituyendo a su compañero Ferry de Haan.
Ante la falta de oportunidades de jugar decide marcharse al Excelsior Rotterdam. En su primera temporada (2001-02) ayuda a su equipo a ascender a la Eredivisie, aunque en la campaña siguiente no se logró el objetivo de la permanencia y el equipo descendió a Segunda división.
En 2003 ficha por el RKC Waalwijk, aunque al año siguiente regresa al Excelsior, que militaba de nuevo en la Eredivisie.
Juega en el FC Den Bosch y en el Sparta Rotterdam antes de unierse a su actual club, el Aalborg BK danés. Con este equipo se proclama campeón de Liga en su primera temporada.

## Clubes
| Club                  | País         | Año       |
| --------------------- | ------------ | --------- |
| Feyenoord de Róterdam | Países Bajos | 2000-2001 |
| Excelsior Rotterdam   | Países Bajos | 2001-2003 |
| RKC Waalwijk          | Países Bajos | 2003-2004 |
| Excelsior Rotterdam   | Países Bajos | 2004-2005 |
| FC Den Bosch          | Países Bajos | 2005      |
| Sparta Rotterdam      | Países Bajos | 2005-2007 |
| Aalborg Boldspilklub  | Dinamarca    | 2007-2009 |
| PSV Eindhoven         | Países Bajos | 2009-2010 |
| FK Qäbälä             | Azerbaiyán   | 2010-     |

## Títulos
- 1 Liga de Dinamarca (Aalborg BK, 2008)